# Carlos Granger
Carlos Granger (Wisbech, England, 1933) is een Engelse beeldhouwer die vanaf 1989 in Amsterdam woont en werkt. Hij maakte voornamelijk sculpturen in beton en staal; de laatste tijd maakt hij veel kleine tekeningen en reliëfs in papier & karton.

## Opleiding en start
Carlos Granger was in militaire dienst bij de Engelse Royal Airforce van 1951 tot 1954 en studeerde tegelijkertijf een jaar parttime op de Cambridge Technical School te Cambridge. Door zijn diensttijd verbleef hij een jaar in de Sinai woestijn en aan de Middellandse Zee; beide maakten een diepe indruk op hem en hij ontwikkelde een grotere gevoeligheid voor kleur en voor ruimte. Kort daarna werd hij in 1954 aangenomen als leerling beeldhouwen en tekenen op het Hammersmith College of Art and Building in Londen, waar hij figuratieve beeldhouwkunst studeerde tot 1959. Ook studeerde hij aan de Londense 'Saint Martins School of Art', waar hij onder andere begeleid werd door de kunstenaars Anthony Caro, Elisabeth Frink en Peter King. Van 1960 tot 1963 bracht hij enkele art-in-residence jaren door aan het Tone Vale Psychiatric Hospital in Taunton Engeland, waar hij werk maakte in steen en in gips. Om zichzelf te bekwamen in het werken met staal deed hij van 1965-66 een parttime studie staal-lassen aan het Tottenham Technical College in Londen.

## Leven en werk

### Engeland
Al kort na zijn academische opleiding in Londen liet Granger vanaf circa 1960 de figuratie in zijn werk los en begon non-figuratieve, sculpturen te maken met als materiaal steen, gips, multiplex, en iets later in staal. Zo ontstonden er circa 1964-67 reeksen van open, transparante sculpturen waarvan de dunne, lange onderdelen in staal of multiplex werden beschilderd. De gehele sculptuur kreeg één kleur: zwart, rood, blauw, of geel. Daarnaast was Granger in die tijd docent beeldhouwen aan het Berkshire College of Art te Berkshire van 1963 tot 1967. In 1970 begon hij stalen sculpturen te maken in Saywell's Steel factory in St. Neots in Engeland en werkte daar vier jaar lang. Er ontstonden nu grotere sculpturen van circa 2 meter hoog, die waren opgebouwd uit dunne platen staal - in verschillende ruimtelijke posities tegen elkaar aan gelast. In dezelfde periode maakte Granger ook kleine plastieken, opgebouwd uit solide kleine vormen - rond, rechthoekig, vierkant - die slechts met een klein las-punt ruimtelijk aan elkaar werden verbonden.
Het maken van 3-dimensionale beelden werd door Granger vanaf 1973 12 jaar lang onderbroken met een lange periode van fotografie. Zowel vrije fotografie met als belangrijkste motieven het stilleven en het landschap, maar ook toegepaste fotografie, zoals van de sculpturen van collega's. Ook werkte hij parttime voor Anthony Caro, en was bovendien kunst-docent in beeldhouwen, tekenen en fotografie. Pas circa 1982 ontstonden er weer nieuwe sculpturen - nu opgebouwd in aan elkaar gemonteerde blokken hout waartussen zich ruimte bevond en dus ook het licht kon vallen; de houten blokken waren daarbij vrij massief. Al na enkele jaren ontstonden er (vanaf 1985) kleine staal-sculptuurtjes van circa 20 cm hoog, waarbij het staal - inclusief zijn roest, bewerkingssporen of oxidatie-laag - met vernis was gecoat, waardoor de karakteristieke huid van het staal duidelijk zichtbaar en aanwezig werd. Zijn werken waren toen regelmatig te zien op groepstentoonstellingen van andere kunstenaars rond Anthony Caro, met wie hij regelmatig exposeerde.     

### Nederland
Granger verhuisde in 1989 naar Amsterdam waar hij atelierruimte vond in Loods 6 op het KNSM-eiland, aan de rand van het brede IJ te Amsterdam. Al snel groeide een hechte relatie met Galerie Josine Bokhoven aan de Prinsengracht, tegenover de Westertoren, waar hij herhaaldelijk zijn werk zou tentoon stellen. Ook nu ontstonden er kleine staalsculpturen van tussen de 20 en 40 cm hoogte; een aantal waren geverfd. Vanaf 1995 begon hij stevige, massieve sculpturen te maken uit gegoten beton, die hij vaak combineerde met stalen elementen. Zo ontstonden veel kleine, abstracte sculpturen in ruw beton en staal, uitgevoerd in subtiel uitgebalanceerde vormen.

## Exposities (selectie)
- 2018 deelname aan de jaarlijkse tentoonstelling van kunstenaarsvereniging De Onafhankelijken

- 2015 solo-expositie 'Skulpturen 2007-2012, Holz, MDF, Farbe' - in de Städtische Galerie te Rastatt, Duitsland[4]

- 2015 solo-expositie 'Start' - tekeningen, inkt op papier

- 2013 solo-expositie 'Sculpture Carlos Granger', in Galerie Josine Bokhoven, Amsterdam[5]

- 2012 solo-expositie 'Carlos Granger, Skulpturen', in de Städtische Galerie Fruchthalle te Rastatt, Duitsland[6]

- 2008 duo-expositie 'Sculptuur/Schilderkunst' met Marie-José Robben, in Galerie Josine Bokhoven, Amsterdam

- 2003 solo-expositie in Artweb24, Kunstraum, Düsseldorf[7]

- 2003 solo-expositie in Villa Genienaue, Bonn-Mehlem[8]

- 2002 'Free Choiche', solo-expositie in Galerie Josine Bokhoven, Amsterdam[8]

- 1997 deelname aan kunstbeurs Art Cologne, (Galerie Winckelmann)

- 1996 solo-expositie in Galerie Winckelmann, Düsseldorf[8]

- 1995 solo-expositie in Galerie Josine Bokhoven, Amsterdam[8]

- 1992-94 groeps-expositie 'Abstrakte Stahlskulptur', Akademie der Künste, Berlin; Museum Bad Hersfeld; Gasteig München; Forum Alte Werft, Papenburg; Museum Bochum; Kunsthalle Mannheim; Sächsischer Lantag, Dresden[8]

- 1990 groeps-expositie 'International Summershow', Galerie Josine Bokhoven, Amsterdam[8]

- 1989 groeps-expositie 'Sculpture at Canterbury', Canterbury College of Fine Art, Canterbury[8]

- 1988 groeps-expositie 'Engelse Kunst rondom Anthony Caro', Bokhoven/Wennekes Kunstadviseurs, Doorn[8]

- 1972 solo-expositie 'Sculpture Forum', in St Martin's School of Art, Londen[8]

- 1970 solo-expositie in Serpentine Gallery, London[8]

- 1970 groeps-expositie Groupshow, Chippenham House, Londen[8]

- 1966 groeps-expositie 'The 118 Show', Kasmin Limited, Londen[8]

## Publicaties
- 2012 catalogus 'Carlos Granger, Skulpturen', tekst van Thomas Hirsch; uitgave van Herbert-Weisenburger-Stiftung, 2012; Rastatt; ISBN 978-3-86206-187-7[9]

- 2015 'Carlos Granger Concrete - Plastiken mit Beton 1993 - 2009', redactie Thomas Hirsch; uitgave van Verlag HP Nacke, Wuppertal, 2015; ISBN 978-3-942043-57-1[10]